# Сондерс, Джон Монк
Джон Монк Сондерс (англ. John Monk Saunders; 22 ноября 1897 — 11 марта 1940) — американский писатель, сценарист и кинорежиссёр.

## Ранние годы
Родился в Хинкли, штат Миннесота, в семье Роберта С. Сондерса и Нэнни Монк Сондерс. В 1907 году семья с шестью детьми переехала в Сиэтл, штат Вашингтон, где отец получил должность федерального прокурора. Джон учился в Бродуэй-Хай-Скул, где преуспел как в учении, так и спорте. Высшее образование получил в Вашингтонском университете в Сиэтле, где был президентом первокурсников и квотербеком футбольной команды. Состоял в братстве Сигма-Хи. Во время Первой мировой войны был призван в воздушные силы Армии США в качестве лётного инструктора. Готовил пилотов во Флориде, но сам так и не смог отправиться на фронт во Францию, что стало для него разочарованием на всю оставшуюся жизнь. После Вашингтонского университета получил стипендию Родса и осенью 1919 года поступил в Оксфордский университет, став был первым американцем, учившимся в колледже Магдалины. Сондерс стал членом чемпионской команды по плаванию, играл за команду по регби. Трёхлетний учебный курс он освоил за полтора года и получил степень бакалавра. Во время учебы в Оксфорде подружился с Джоном Мейсфилдом и Редьярдом Киплингом. После окончания института работал атташе в Американской администрации помощи в Вене (Австрия).
Некоторое время проведя в Париже, Сондерс вернулся в Оксфорд, где в 1923 году получил степень магистра. Вернувшись в США, работал журналистом, в том числе сотрудничал с Los Angeles Times и New York Tribune. Одновременно Сондерс начал писать рассказы для таких журналов, как Cosmopolitan и Liberty, и занял пост редактора журнала American.

## Карьера
В 1924 году Сондерсу впервые удалось продать права на экранизацию одного из своих рассказов, а в 1926 году Famous Players-Lasky / Paramount приобрели права на незаконченный роман Сондерса о пилотах Первой мировой войны «Крылья» (англ. Wings). Сделка принесла писателю 39 000 долларов — самую крупную на тот момент сумму, выплаченную за права на экранизацию — и первую премию «Оскар» (за лучший фильм).
Первым фильмом по произведению Сондерса стала кинокомедия «Слишком много поцелуев» (1925), основанная на рассказе A Maker of Gestures. Следующим на экраны вышел фильм «Шокирующий удар» (1925), поставленный по одноимённой пьесе.
В 1927 году компания Famous Players-Lasky / Paramount выпустила фильм «Крылья» который стал триумфатором на первой в истории церемонии вручения премии Академии кинематографических искусств и наук.
Далее последовала кинокартина «Легион осуждённых» (1928) с Гэри Купером в главной роли.
Рассказ Сондерса The Dock Walloper был экранизирован режиссером Джозефом фон Штернбергом в виде фильма «Пристани Нью-Йорка» (1928). Затем писатель работал над сценарием фильма «Она идет на войну» (1929).
В 1930 году вышел фильм «Утренний патруль», основанный на рассказе Сондерса The Flight Commander. В главных ролях снялись Ричард Бартелмесс и Дуглас Фэрбенкс-младший. Сондерс был удостоен премия «Оскар» за лучший литературный первоисточник. Получая награду, он сказал: «Это действительно сумасшедший бизнес, где меня, с одной стороны, судят за плагиат, а с другой — дают статуэтку за оригинальность».
Сондерс опубликовал в журнале Liberty серию рассказов под общим названием «Никки и её боевые птицы» (англ. Nikki and Her War Birds). В 1931 году эти истории были собраны им в первый законченный роман под названием Single Lady.
На основе романа Сондерс написал сценарии к фильмам The Finger Points (1931) и «Последний полёт» (1931), а также создал пьесу «Никки», шедшую на Бродвее с Фэй Рэй в главной роли.
Фильм «Орёл и ястреб» (1933) основан на рассказе Сондерса Death in the Morning. Главные роди в кинокартине исполнили Фредрик Марч, Кэри Грант и Кэрол Ломбард.
По рассказу «Хищные птицы» Сондерс создал сценарий фильма Ace of Aces (1935).
Тогда же на экраны вышли фильмы Devil Dogs of the Air (1935), West Point of the Air (1935) и I Found Stella Parish (1935), основанный на произведениях Сондерса.
Вместе с другими сценаристами Сондерс участвовал в создании документального фильма Conquest of the Air (Великобритания, 1936), одновременно выступив и в качестве одного из режиссёров ленты.
Имя Сондерса как автора идеи указано в титрах фильма «Янки в Оксфорде» (1938). Он также работал на фильмом «Звезда цирка» (1938), хотя в титрах его имя не упомянуто. В 1938 году фильм «Утренний патруль» был переснят с участием Эррола Флинна, Бэзила Рэтбоуна и Дэвида Нивена, а оригинальный фильм стал именоваться Flight Commander.
В 1938 году Сондерс отправился в Виргинию, чтобы собрать материалы для исторического романа. В том же году он разъехался со своей второй женой. В Виргинии писатель лечился в госпитале, как сообщалось, от нервного расстройства.

## Личная жизнь
В 1922 году первой женой Сондерса стала Авис Хьюз, дочь писателя Руперта Хьюза (дяди авиатора, промышленника и кинопродюсера Говарда Хьюза). Пара рассталась в 1927 году. Второй раз Сондерс женился в 1928 году на актрисе Фэй Рэй. Шафером на свадьбе выступил Гэри Купер. У пары родилась дочь Сьюзен Кэри Сондерс (в замужестве Рискин).
В 1934 году Сондерс подрался с актером Гербертом Маршаллом, ветераном Первой мировой войны. В результате голливудское общество от него отвернулось, студии отказались от работы с писателем.

## Смерть
Бо́льшую часть жизни Сондерс страдал от алкоголизма. Несмотря на присмотр медсестры из Больницы Джонса Хопкинса, 11 марта 1940 года Сондерс повесился в пляжном коттедже в Форт-Майерсе, штат Флорида.

## Избранные произведения

### Рассказы
- A Maker of Gestures
- The Shock Punch
- The Dock Walloper
- Flight Commander
- Death in the Morning
- Хищные птицы (англ. The Bird of Prey)

### Романы
- Крылья (англ. Wings, 1927)
- Single Lady (1931)

### Пьесы
- Никки (1931)

### Фильмы
- Слишком много поцелуев (1925)
- Шокирующий удар (1925)
- Крылья (1927)
- Легион осуждённых (1928)
- Пристани Нью-Йорка (1928)
- Она идет на войну (1929)
- Утренний патруль (1930, переименован в 1938 году в Flight Commander)
- The Finger Points (1931)
- Последний полёт (1931)
- Орёл и ястреб (1933)
- Ace of Aces (1933)
- Devil Dogs of the Air (1935)
- West Point of the Air (1935)
- I Found Stella Parish (1936)
- Conquest of the Air (1936)
- Утренний патруль (1938)
- Янки в Оксфорде (1938)
- Звезда цирка (1938)